# Pyrrhocoris apterus
Pyrrhocoris apterus (del grec πύρρος(ο), ‘foc’, i κόρις, ‘xinxa’) és una espècie d'hemípter heteròpter de la família dels Pyrrhocoridae. Té una distribució eurasiàtica, i és la xinxa d'Europa més comuna i més expandida: viu en les zones temperades d'Europa i en la zona mediterrània, a l'Índia, pertot arreu excepte a l'alta muntanya. Força citada a Catalunya. Tanmateix és absent de les Illes Britàniques (llevat del sud).
Aqueix insecte no fa pas pudor contràriament a moltes d'altres espècies de xinxes comunament anomenades bernats pudents.

## Noms comuns
Els pirrocòrids reben diversos noms comuns, entre d'altres, coralets, sabateres, xinxes roges, falses marietes, xinxes de les malves, morets, retorets, dimoniets o màscara del dimoni.

## Morfologia
Pyrrhocoris apterus mesura uns 10 mm (de 9 a 11,5 mm de longitud). La cutícula (esquelet extern) presenta dibuixos de color vermell (o ataronjat) i negre que podríem dir que evoca una màscara d'estil africà. Són uns colors i un dibuix que descoratjarien alguns depredadors (color aposemàtic).
El color i la forma de les taques estan condicionats per factors externs: l'extensió dels pigments negres es veu influïda per la temperatura. Els individus braquípters (ales reduïdes) o fins i tot sense ales (àpters) són molt comuns, i els exemplars amb ales desenvolupades no poden volar. Sovint viuen en grups grans.

## Ecologia
És una espècie gregària que forma grups nombrosos en particular als troncs i al peu dels tells o dels Hibiscus. Viu en camps i solars abandonats, a les vores dels camins i carrers.
Són polífags, però s'alimenten principalment de llavors de Malvaceae (Althaea, Malva, Hibiscus, Tilia), devorant també els ous d'altres insectes i insectes morts (i vius de vegades).
L'aparellament té lloc principalment a la primavera i dura entre 12 hores i 7 dies (es pot doncs observar molt fàcilment). La femella pon de 50 a 70 ous en la terra humida en un cauet que ha excavat per a aquesta finalitat o entre les fulles mortes. Els ous són de color negre o blanc i es desclouen a partir de maig. Les seves nimfes, d'un vermell o taronja intens, són més petites que els imagos, i es converteixen en adults al principi de l'hivern.

## Cria
De fàcil manteniment en terrari, es recomana la cria d'aquest insecte per a l'observació a l'aula dels infants a partir de primària.

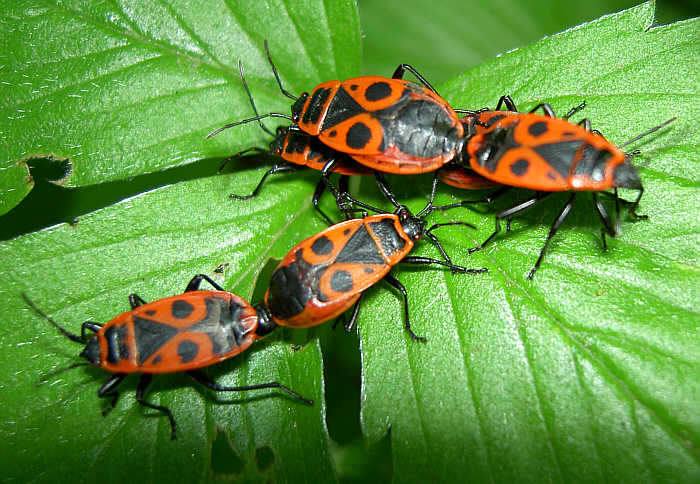
Pyrrhocoris apterus aparellant-se.
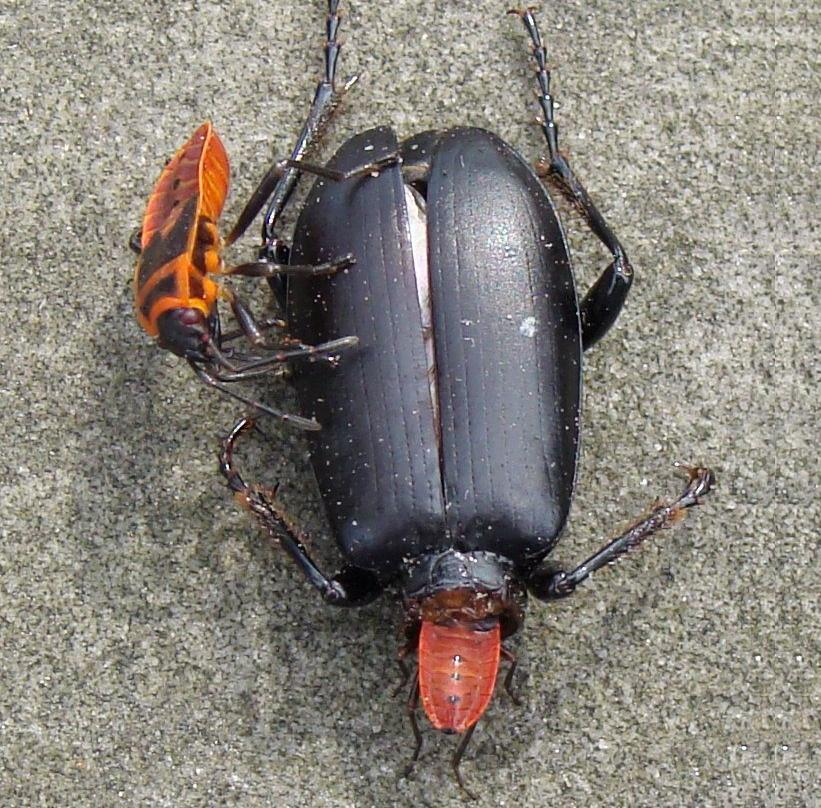
Menjant un escarabat mort.
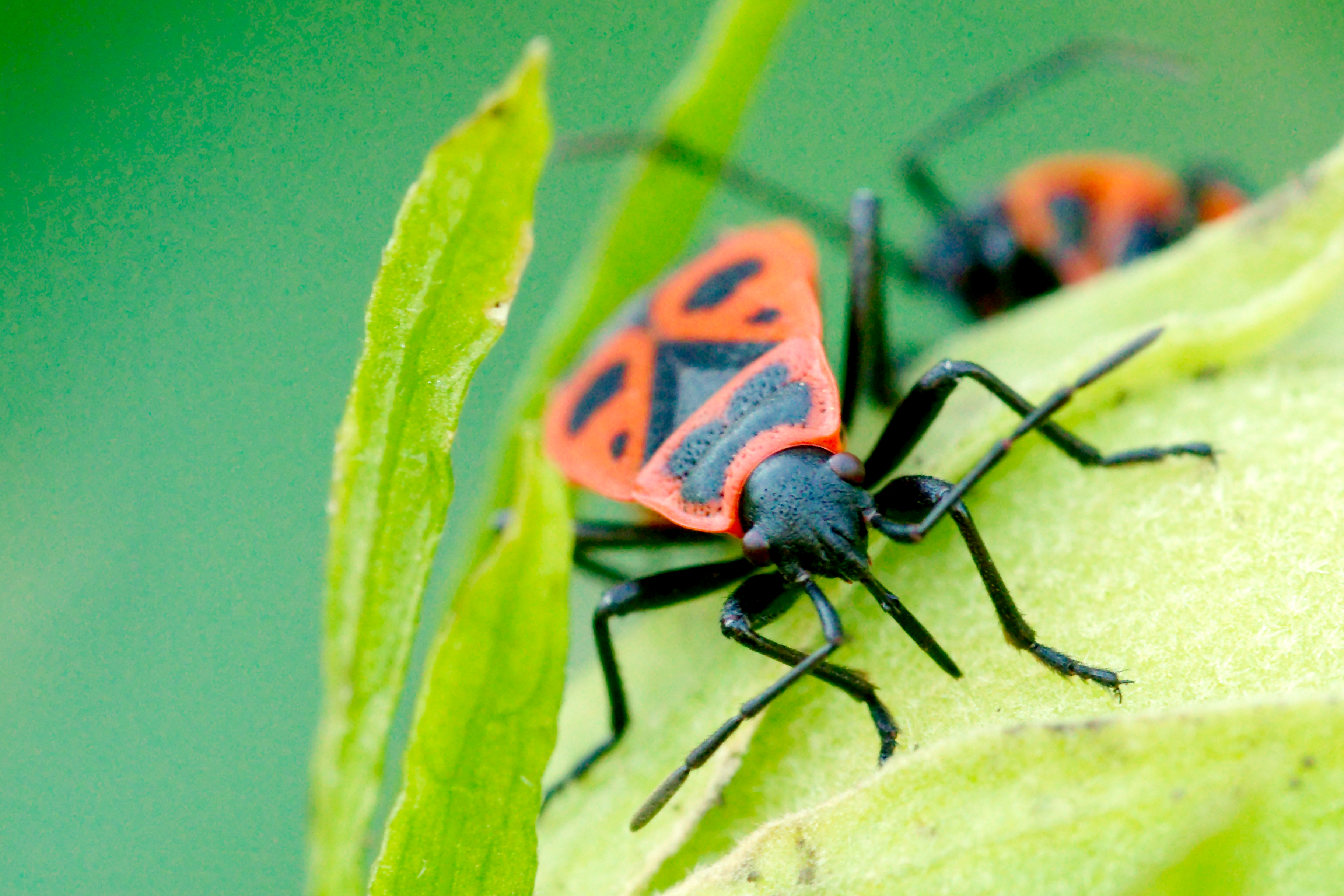
Alimentant-se d'un fruit d'Hibiscus
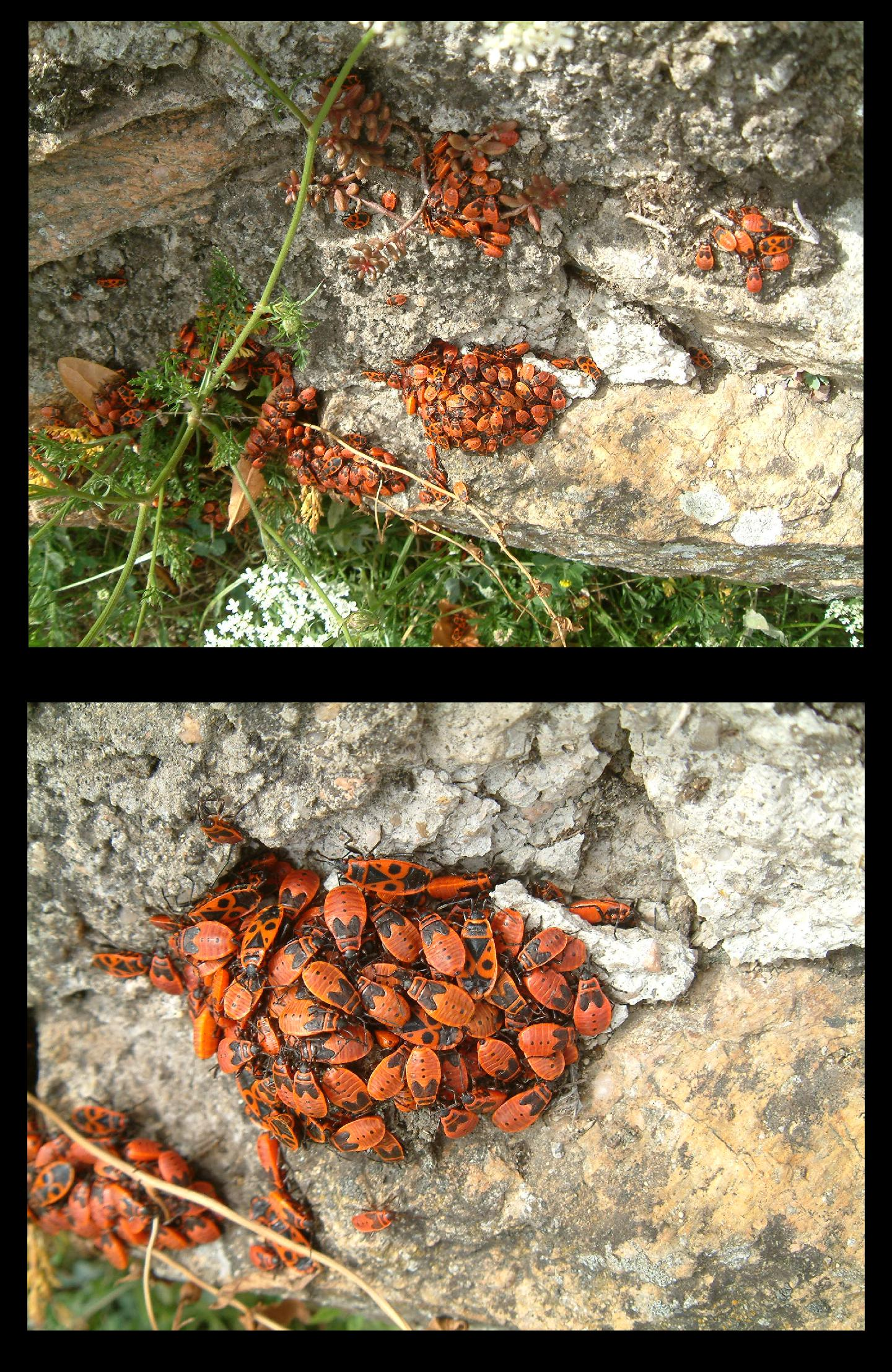
Comportament gregari.